# Grlica
 Ovo je glavno značenje pojma Grlica. Za naselje u općini ilidža, BiH pogledajte Grlica (Ilidža, BiH).
Grlica (divlja grlica, lat. Streptopelia turtur) je vrsta ptica iz reda golupčarki, porodice golubova.

## Opis
Divlju grlicu se može lako prepoznati po naglašenijoj smeđoj boji tijela, vidljivom crno-bijelom prugastom uzorku na bočnoj strani vrata te repu klinastog oblika tamne boje s bijelim vrhovima i obrubom. Također je po veličini manja od ostalih golupčarki s tijelom dužine od 24-29 cm, raspona krila od 47-55 cm i težine između 85-170 g. 
 Kod odraslih jedinki, na području glave, vrata, bokova i stražnjeg dijela tijela dominira sivoplava boja dok su im krila svijetlosmeđe boje išarane crnom. Prsa su crvenkaste bolje, a trbušni dio i donji dio pokrilnog perja su bijele boje, kljun je crn, a noge i obrub očiju crvene boje. 
Uočljivi uzorak na strani vrata kod odraslih jedinki izostaje kod mladih ptica u korist smeđe, neuglednije boje koja je također prisutna i na nogama.
Divlja grlica je jedna od najkasnijih ptica selica koja se rijetko pojavljuje na prostoru sjeverne Europe prije kraja travnja, a svoj put natrag na jug počinje već u rujnu.
Za stanište bira radije otvorene naspram zatvorenih šumskih prostora i često je se može naći kako se prehranjuje na tlu. Povremeno savija svoja gnijezda u velikim vrtovima no u pravilu je iznimno plaha što je vjerojatno posljedica intenzivnom lovu kojem je izložena za vrijeme svoje migracije. 
Let je u pravilu pravocrtan no ne pretjerano brz dok prilikom zavodničkog leta, slično golubu grivnjašu, visoko kruži no s mnogo manje izraženim valovitim kretanjima uz čujan "pucanj" krilima.
U proljeće ju je lako zamijetiti zbog svog ugodnog gugutanja.

## Rasprostranjenost
Grlica je selica rasporostranjena na području južnog Palearktika, uključujući Tursku i sjevernu Afriku, no rijetka je na područjima sjeverne Skandinavije i Rusije. Prezimljava na području južne Afrike. 
Karakteristična je za Afriku, Aziju i Europu. Zemlje rasprostranjenosti su Afganistan, Albanija, Alžir, Andora, Armenija, Austrija, Azerbajdžan, Bahrein, Bjelorusija, Belgija, Bosna i Hercegovina, Bugarska, Burkina Faso, Crna Gora, Čad, Cipar, Češka, Danska, Egipat, Eritreja, Estonija, Etiopija, Farski Otoci, Finska, Francuska, Gabon, Gambija, Gruzija, Gana, Gibraltar, Grčka, Gvineja, Gvineja Bisau, Hrvatska, Iran, Irak, Irska, Izrael, Italija, Jemen, Jordan, Kamerun, Katar, Kazahstan, Kina, Kirgistan, Kuvajt, Latvija, Libanon, Libija, Lihtenštajn, Litva, Luksemburg, Mađarska, Mali, Malta, Mauretanija, Moldavija, Mongolija, Maroko, Nizozemska, Niger, Nigerija, Njemačka, Oman, Palestina, Poljska, Portugal, Rumunjska, Rusija, Saudijska Arabija, Senegal, Srbija, Sijera Leone, Sjeverna Makedonija, Slovačka, Slovenija, Somalija, Južni Sudan, Španjolska, Sudan, Švedska, Švicarska, Sirija, Tadžikistan, Togo, Tunis, Turska, Turkmenistan, Ukrajina, Ujedinjeni Arapski Emirati, Ujedinjeno Kraljevstvo, Uzbekistan, Zapadna Sahara, Zelenortska Republika.
Prema izvješću o stanju europskih vrsta ptica iz 2007. godine, populacija divlje grlice se u Europi smanjila za 62 % u razdoblju od 1980. do 2005. godine.  Arhivirana inačica izvorne stranice od 1. svibnja 2015. (Wayback Machine) Djelomičan razlog za takva kretanja je promjena poljoprivrednih praksi kojima je došlo do smanjenja broja vrsta biljaka kojima se hrani (posebno biljaka roda Fumaria) te odstrijel ptica tijekom svojeg preleta preko mediteranskog područja.

## Vanjske poveznice
- Zanimljivosti.com – Divlja grlica  Arhivirana inačica izvorne stranice od 25. srpnja 2014. (Wayback Machine)
- Ervin Doves.com – Divlja grlica  Arhivirana inačica izvorne stranice od 24. srpnja 2014. (Wayback Machine)